# Kinshasa universitet
Kinshasa universitet (franska: Université de Kinshasa) är ett universitet i Kinshasa, huvudstaden i Kongo-Kinshasa. Det grundades 1954 som ett privat katolskt universitet under namnet université Lovanium (efter det latinska namnet på Leuven). Mellan 1971 och 1981 utgjorde det, tillsammans med Kisangani universitet och Lubumbashi universitet, Université nationale du Zaïre. Därefter blev det ett separat statligt universitet.